# Togo nos Jogos Olímpicos de Verão de 2024
Togo participou dos Jogos Olímpicos de Verão de 2024, realizados em Paris, na França. Foi a 12.ª aparição do país nos Jogos Olímpicos de Verão desde a estreia em Munique 1972.
Foi representado por cinco atletas que competiram em quatro esportes, mas nenhum conquistou medalhas.

## Competidores
Esta foi a participação por modalidade nesta edição:
| Esporte   | Masculino | Feminino | Total |
| --------- | --------- | -------- | ----- |
| Atletismo | 0         | 1        | 1     |
| Natação   | 1         | 1        | 2     |
| Remo      | 0         | 1        | 1     |
| Triatlo   | 1         | 0        | 1     |
| Total     | 2         | 3        | 5     |

## Desempenho

### Atletismo
Feminino
Eventos de pista
| Atleta       | Evento | Preliminar | Preliminar | Baterias    | Baterias    | Semifinal   | Semifinal   | Final       | Final       | Ref.  |
| Atleta       | Evento | Tempo      | Pos.       | Tempo       | Pos.        | Tempo       | Pos.        | Tempo       | Pos.        | Ref.  |
| ------------ | ------ | ---------- | ---------- | ----------- | ----------- | ----------- | ----------- | ----------- | ----------- | ----- |
| Naomi Akakpo | 100 m  | 12.34      | 5          | Não avançou | Não avançou | Não avançou | Não avançou | Não avançou | Não avançou | [ 5 ] |

### Natação
Masculino
| Atleta       | Evento     | Eliminatórias | Eliminatórias | Semifinal   | Semifinal   | Final       | Final       | Ref.  |
| Atleta       | Evento     | Tempo         | Pos.          | Tempo       | Pos.        | Tempo       | Pos.        | Ref.  |
| ------------ | ---------- | ------------- | ------------- | ----------- | ----------- | ----------- | ----------- | ----- |
| Jordano Daou | 50 m livre | 26.56         | 58            | Não avançou | Não avançou | Não avançou | Não avançou | [ 6 ] |

Feminino
| Atleta       | Evento     | Eliminatórias | Eliminatórias | Semifinal   | Semifinal   | Final       | Final       | Ref.  |
| Atleta       | Evento     | Tempo         | Pos.          | Tempo       | Pos.        | Tempo       | Pos.        | Ref.  |
| ------------ | ---------- | ------------- | ------------- | ----------- | ----------- | ----------- | ----------- | ----- |
| Adèle Gaïtou | 50 m livre | 32.50         | 72            | Não avançou | Não avançou | Não avançou | Não avançou | [ 7 ] |

### Remo
Feminino
| Atleta         | Evento        | Baterias | Baterias | Repescagem | Repescagem | Quartas | Quartas | Semifinais | Semifinais | Final   | Final | Ref.  |
| Atleta         | Evento        | Tempo    | Pos.     | Tempo      | Pos.       | Tempo   | Pos.    | Tempo      | Pos.       | Tempo   | Pos.  | Ref.  |
| -------------- | ------------- | -------- | -------- | ---------- | ---------- | ------- | ------- | ---------- | ---------- | ------- | ----- | ----- |
| Akoko Komlanvi | Skiff simples | 8:44.88  | 5 R      | 8:43.11    | 5 SE/F     | Bye     | Bye     | 9:16.28    | 4 FF       | 8:46.73 | 32    | [ 8 ] |

Legenda: FA = Final A (disputa de medalha); FB = Final B (sem disputa de medalha); FC = Final C (sem disputa de medalha); FD = Final D (sem disputa de medalha); FE = Final E (sem disputa de medalha); FF = Final F (sem disputa de medalha); SA/B = Semifinais A/B; SC/D = Semifinais C/D; SE/F = Semifinais E/F; QF = Quartas; R = Repescagem

### Triatlo
Masculino
| Atleta       | Evento     | Tempo            | Tempo   | Tempo            | Tempo   | Tempo           | Tempo | Pos. | Ref.  |
| Atleta       | Evento     | Natação (1,5 km) | Trans 1 | Ciclismo (40 km) | Trans 2 | Corrida (10 km) | Total | Pos. | Ref.  |
| ------------ | ---------- | ---------------- | ------- | ---------------- | ------- | --------------- | ----- | ---- | ----- |
| Eloi Adjavon | Individual | 25:43            | 0:51    | LAP              | LAP     | LAP             | LAP   | LAP  | [ 9 ] |